# وردآورد
وردآورد یکی از محلات با قدمت تاریخی در  غرب تهران است. واژهٔ «ورت» در پارسی باستان ساسانی به معنای چِمارهای گل و گل سرخ است که بعدها به صورت «ورد» در زبان آرامی تغییر شکل داده است و وردآورد اگر از همان ترکیب واژگانی در نظر گرفته شود به معنی آوردگاه گل سرخ است؛ و احتمالا دلیل این نامگذاری وجود گل‌های سرخ فراوانی بوده که در این محله می‌روئیده است.
وردآورد امروزی از شمال با آزاد راه تهران-کرج و از جنوب به شهر قدس از غرب به شهر گرمدره همسایه می‌باشد. مرز شرقی آن نیز رودخانه وردآورد می‌باشد

## تاریخچه
در لغت‌نامه دهخدا به نقل از کتاب «فرهنگ جغرافیایی ایران» نوشته شده است: «وردآورد دهی جزء بخش کن شهرستان تهران، یک هزارگزی شمال راه شوسه تهران – کرج واقع در دامنه با سکنه ۴۳۸ تن شیعه، فارسی زبان و اکثریت کشاورز هستند. آب آن از قنات و نهر کرج تأمین می‌شود. محصولات کشاورزی وردآورد شامل: غلات، صیفی، میوجات است . مزرعه ٔ ازگی جزء این ده است.» وردآورد در گذشته به صورت قلعه‌ای بود که ساکنان قریه وردآورد در آن زندگی می‌کردند و اراضی زراعی ده وردآورد خارج از این قلعه قرار داشت. قلعه‌ای با دیواری به بلندی ۱۲ متر و به همراه ۶ برج دیدبانی و یک دروازه برای ورود و خروج اهالی و ۲ قنات برای تامین آب. در باور عمومی واژه وردآورد ظاهراً به دلیل به کار رفتن واژه «ورد» برگرفته از واژه‌ای به معنای آوردگاه گل سرخ می‌باشد و در باور عمومی گفته می‌شود دلیل این نامگذاری وجود گل‌های سرخ فراوانی بوده که در این محله می‌روئیده است. قریه وردآورد در نزدیکی کاروانسرا سنگ وردآورد احداث شده است. این کاروانسرا در مجاورت راه شوسه تهران – کرج واقع شده بود و قدمت آن به دوره صفویه باز می‌گردد. امروز از کاروانسرا سنگ وردآورد فقط شعبه‌ای از بانک تجارت به نام شعبه کاروانسرا سنگ در نزدیکی محل احداث کاروانسرا باقیمانده است.  در گذشته پاسگاه ژاندارمری کاروانسرا سنگ وردآورد در ضلع جنوبی راه شوسه تهران – کرج قرار داشت که بعدها با احداث پل‌های غیرهمسطح در این منطقه تخریب شد.
براساس اولین اسناد ثبتی صادر شده در پلاک ۴ از یک اصلی تهران(کن)، اراضی وردآورد متعلق به عباس میرزا سالار لشگر و  نصرت‌الدوله فیروز بوده است که هر دو فرزندان عبدالحسین فرمانفرمائیان هستند. این دو برادر هر یک مالک نیمی از این روستا بودند. خیابانی که امروز با نام بلوار اصلی وردآورد نامیده می‌شود و در گذشته خیابان پهلوی وردآورد نام داشته است، مرز اراضی این دو برادر بوده است. براساس اسناد موجود اراضی این روستا در سال ۱۳۱۰ خورشیدی ثبت رسمی شد و پس از درگذشت این دو مالک به فرزندانشان به ارث رسید. آنها نیز قبل از اصلاحات ارضی بخشی از زمین‌ها را میان رعایا تقسیم کردند. پس از انقلاب اسلامی باقیمانده اراضی وردآورد متعلق به این خانواده توسط بنیاد شهید انقلاب اسلامی، بنیاد مستضعفان و ستاد فرمان امام مصادره شد.
خسرو معتضد درباره تاریخچه وردآورد  (قبل از ایجاد اداره ثبت و اسناد) اینگونه می‌گوید: «اگر به نقشه قدیمی عبدالرزاق بغایری که در سال ۱۳۲۸ هجری قمری(۱۲۷۹ شمسی) کشیده شده نگاهی بیندازیم، نامی از وردآورد دیده نمی‌شود. در این نقشه تمام روستاها به خوبی دیده می‌شود. در این نقشه به جای موقعیت کنونی محله وردآورد روستایی به نام حصار عمادآورد به چشم می‌خورد که ممکن است نام قدیمی وردآورد باشد. در آن سال‌ها این روستا به یکی از دختران میرزا یوسف مستوفی‌الممالک (همدم‌السلطنه همسر سلطان حسین میرزا ملقب به جلال‌الدوله)  تعلق داشت. میرزا یوسف یکی از رجال نامدار و مورد اعتماد ناصرالدین شاه بود که ابتدا مستوفی دربار و بعد به وزارت مالیه و در سال‌های آخر عمرش به صدراعظمی ناصرالدین شاه رسید. در اواخر دوره قاجار دو تا از پسرهای میرزا عبدالحسین فرمانفرما از رجال با نفوذ دوره قاجار، به نام‌ها فیروز میرزا و عباس میرزا، وردآورد را از این خانم خریداری کردند و هرکدام از آنها باغ و عمارتی اربابی تدارک دیدند.»
البته براساس اسناد موجود در کتابخانه دانشگاه هاروارد در دوره‌ای که همدم السلطنه (دختر مستوفی الممالک و همسر جلال‌الدوله) مالک این روستا بوده، این روستا با نام وردآورد نامگذاری می‌شده است. بر اساس این اسناد همدم السلطنه طی قراردادی یک باب کاروانسرای سنگی و قهوه‌خانه واقع در روستای وردآورد را به فردی به نام  کربلائی هادی طهرانی و به مبلغ یکصد و نود و هشت تومان به مدت یازده ماه اجاره داده است. این قرارداد به تاریخ سال ۱۲۹۵  خورشیدی (۱۳۳۵ قمری) است. (۱۶ سال پس از ترسیم نقشه بغایری) این شاید قدیمی‌ترین سند تاریخی است که نام وردآورد در آن ثبت شده باشد.

## وقایع تاریخی

### حضور رضاشاه و سید ضیاءالدین طباطبایی (۱۲۹۹ خورشیدی)
زمانی که رضاشاه همراه نیروهایش و سید ضیاءالدین طباطبایی از قزوین به سمت تهران(برای انجام کودتای ۱۲۹۹) در حرکت بودند، قبل از رسیدن به تهران در وردآورد و  باغ فیروز میرزا مدتی استراحت کردند و بعد از آن راهی تهران شدند.

### حبس خانگی فیروز فیروز (نصرت الدوله سوم) (۱۳۱۰-۱۳۱۵ خورشیدی)
براساس اسناد پس از ماجرای قرارداد ۱۹۱۹، فیروز میرزا نصرت‌الدوله سوم به مدت پنج سال (۱۳۱۰ تا ۱۳۱۵ خورشیدی) ابتدا از سوی رضاشاه در باغ خانوادگی خودش وردآورد حصر خانگی بود و پس از آن در بهمن ۱۳۱۵ خورشیدی به سمنان تبعید شد.

### سرکوب کارگران جهان چیت در کاروانسرا سنگ وردآورد (۱۳۵۳ خورشیدی)
در ۶ اردیبهشت سال ۱۳۵۳ خورشیدی کارگران کارخانه جهان‌چیت (فاتح یزدی) کرج در اعتراض به دستمزد پایین، ساعات کاری بالا، بیمه نشدن و شرایط سخت کاری به مدت سه روز اعتصاب کردند. اعتصاب سه روزه و تجمع کارگران در محوطه کارخانه نتیجه نداد و کارگران تصمیم به راهپیمایی به سمت ساختمان وزارت کار در تهران گرفتند. آنان ساعت ۵ بعدازظهر به کاروانسرای سنگی در حاشیه روستای وردآورد رسیدند و درگیری شدیدی میان کارگران و ماموران ژاندارمری در پاسگاه ژاندارمری کاروانسرا سنگ وردآورد رخ داد. در مورد تعداد کشته شدگان اختلاف نظر وجود دارد. 

### جلسه حزب ملت ایران و سرکوب کاروانسرا سنگ وردآورد (۱۳۵۶ خورشیدی)
روز اول آذر ۱۳۵۶ خورشیدی و سه روز پس از بازگشتِ محمدرضا شاه و فرح پهلوی از واشینگتن به تهران، فراخوانی توسط یکی از اعضای حزب ملت ایران (از احزاب پان ایرانیسم) به بهانه جشن عید قربان صادر شد  و  محل گردهمایی منطقه کاروانسرا سنگ وردآورد بود. این گردهمایی سیاسی  با حضور ۷۰۰ کماندو نظامی سرکوب شد و در تاریخ به «سرکوب کاروانسرا سنگ وردآورد» مشهور است. علی اکبر رشاد در مورد حاضران در این جلسه به مهدی بازرگان، داریوش فروهر، شاپور بختیار و چهره‌های شناخته‌ای از طیف‌های مختلف سیاسی و انقلابی اشاره می‌کند. در اسناد ساواک در مورد این جلسه آمده است «از اوایل هفته جاری فردی به نام حسین گلزار مقدم، فروشنده لوازم الکتریکی و یکی از اعضای حزب ملت ایران به رهبری داریوش فروهر، به وسیله پخش تراکت در بین بازاریان و طرفداران جبهه ملی سابق، از مردم دعوت نموده بود تا در ساعت ۱۶ روز سه شنبه (۱ آذر ۲۵۳۶) که مصادف با روز عید قربان است، در باغ وی واقع در جاده کرج حوالی کاروانسرا سنگ‌ (وردآورد) اجتماع نمایند.» در برخی از منابع به اشتباه وقتی به این واقعه اشاره می‌شود نام کاروانسرا سنگ قلعه حسن خان استفاده شده است که این اشتباه به دلیل نزدیکی موقعیت جغرافیایی وردآورد و قلعه حسن خان رخ داده است.

## شهدای وردآورد
براساس آمار اعلام شده توسط رئیس کمیسیون نامگذاری و تغییر نام معابر و اماکن عمومی شهر تهران، وردآورد ۷۸ شهید در انقلاب و جنگ ایران و عراق دارد که اکثریت در گلزار شهدای وردآورد تدفین شدند. 

## بهائیان وردآورد
براساس گزارش خبرگزاری دانشجو از گذشته گروهی از ساکنان وردآورد را بهاییان تشکیل می‌دادند.  جهان نیوز نیز گزارشی در مورد فعالیت‌های یک گروه فرهنگی اجتماعی وابسته به بهاییان وردآورد منتشر کرده است.  خانه اسناد بهائی ستیزی در ایران نیز طی گزارش ۱۶ سپتامبر ۲۰۰۷ سکونت تعدادی از بهاییان در وردآورد را تایید کرده است.

## مشاهیر معاصر
علی کریمی،  بازیکن سابق تیم ملی فوتبال ایران دوران کودکی و نوجوانی خود را در وردآورد سپری کرده است

حسین اسداللهی، فرمانده سابق لشکر ۲۷ محمد رسول‌الله ساکن وردآورد بوده است و مراسم تشییع و خاکسپاری او نیز در وردآورد برگزار شد.
عباس صادقی (پدرام)، شاعر و ترانه سرای معاصر براساس اطلاعات مندرج در ویکی‌پدیایش زاده وردآورد بوده است. 
محمد تقی ارغوانی تنها شهید مدافع حرم شهرداری تهران ساکن  وردآورد بوده و در گلزار شهدای وردآورد تدفین شده است.  پل غیر همسطح کاروانسرا سنگ وردآورد نیز به نام شهید ارغوانی نامگذاری شده است. 
سجاد صادقی، پژوهشگر روابط بین‌الملل نیز براساس احکام قضایی منتشر شده ساکن وردآورد است.

## اتفاقات پر حاشیه وردآورد

### تشییع و تدفین پرجمعیت سرتیپ حسین اسداللهی در دوران کرونا (۱۳۹۹ خورشیدی)
مراسم تشییع سرتیپ حسین اسداللهی، از فرماندهان سپاه پاسداران به رغم خطرات ابتلا به ویروس کرونا با حضور هزاران نفر در منطقه وردآورد تهران برگزار شد که بازتاب‌های رسانه‌ای زیادی داشت.  سخنگوی سپاه پاسداران در واکنش به انتقادات اعلام کرد که برنامه‌ای برای تشییع عمومی وجود نداشته و اهالی وردآورد به صورت خودجوش در این مراسم حضور پیدا کردند.

### تخریب مجسمه علی کریمی (۱۴۰۱ خورشیدی)
پس از حمایت علی کریمی از جنبش زن، زندگی، آزادی در مهر ۱۴۰۱ مجسمه‌ای از او که در ورزشگاه وردآورد نصب شده بود  توسط افراد ناشناسی تخریب شد که بازتاب زیادی در شبکه‌های اجتماعی داشت.  این مجسمه ۲۱ بهمن ۱۳۹۱ علیرغم مخالفت‌های علی کریمی ساخته و با حضور حمید استیلی و احمدرضا عابدزاده رونمایی شده بود.

## حمله به سایت راداری وردآورد (جنگ ۱۲ روزه خرداد ۱۴۰۴ خورشیدی)
در غروب روز ۲۳ خرداد ۱۴۰۴ سایت راداری وردآورد که به صورت دو نیم‌کره سفید رنگ بر روی کوه‌های البرز مشرف به اتوبان تهران کرج قابل رویت از غرب تهران و مناطقی در کرج بود، مورد اصابت چند موشک قرار گرفت.  این سایت راداری رهگیری موشک و هواپیما پیش از انقلاب توسط آمریکایی‌ها و به عنوان بخشی از پروژه آیبکس ساخته شد و برای دسترسی به آن جاده‌ای آسفالت از شمال وردآورد تا محل سایت راداری احداث شد.

## مدیریت اداری و شهری
وردآورد از نظر تقسیمات شهرداری، بخشی از ناحیه ۳ در منطقه ۲۱ شهرداری تهران محسوب می‌شود.  بنابر گزارش شورای شهر تهران- آذر ۱۴۰۰-، علیرغم اینکه وردآورد جزئی از  مدیریت شهر تهران است اداره مالیات و مدیریت برخی از بانک‌های این محله در اختیار استان البرز قرار دارد. 

## اماکن وردآورد

### فرهنگی
وردآورد دارای یک خانه فرهنگ است که توسط شهرداری تهران اداره می‌شود. در خانه فرهنگ وردآورد، کتابخانه عمومی استاد معین نیز احداث شده است.

### ورزشی
وردآورد دارای دو مجموعه ورزشی به نام «مجموعه ورزشی شهدا» و «مجموعه ورزشی ولایت» است.

### بهشت سالم (گلزار شهدای وردآورد)
وردآورد دارای یک آرامستان به نام «بهشت سالم» است که گلزار شهدای وردآورد نیز در آن واقع شده است.